# باربرا آدامز
باربرا آدامز (بالإنجليزية: Barbara G. Adams)‏ هي عالمة مصريات بريطانية، ولدت في 19 فبراير 1945 في هامرسميث في المملكة المتحدة، وتوفيت في 26 يونيو 2002 في منطقة أنفيلد في المملكة المتحدة بسبب سرطان.